# Municipio de Anderson (condado de Thurston)
El municipio de Anderson (en inglés: Anderson Township) es un municipio ubicado en el condado de Thurston en el estado estadounidense de Nebraska. En el año 2010 tenía una población de 161 habitantes y una densidad poblacional de 2,01 personas por km².

## Geografía
El municipio de Anderson se encuentra ubicado en las coordenadas 42°4′16″N 96°19′55″O / 42.07111, -96.33194. Según la Oficina del Censo de los Estados Unidos, el municipio tiene una superficie total de 80.02 km², de la cual 79,22 km² corresponden a tierra firme y (1 %) 0.8 km² es agua.

## Demografía
Según el censo de 2010, había 161 personas residiendo en el municipio de Anderson. La densidad de población era de 2,01 hab./km². De los 161 habitantes, el municipio de Anderson estaba compuesto por el 34,16 % blancos, el 65,84 % eran amerindios. Del total de la población el 1,24 % eran hispanos o latinos de cualquier raza.